# ゲリー・コーツィー
ゲリー・コーツィー（Gerrie Coetzee、1955年4月8日 - 2023年1月12日）は、南アフリカ共和国のプロボクサー。ボックスバーグ出身。元WBA世界ヘビー級王者。

## 来歴
1974年9月14日、プロデビュー。
1976年8月16日、南アフリカヘビー級タイトルを獲得。
1979年10月20日、空位のWBA世界ヘビー級王座をジョン・テートと争うが、判定負け。キャリア23戦目での初黒星となった。
1980年10月25日、マイク・ウィーバーの持つWBA世界ヘビー級王座に挑戦するが、13ラウンドKO負け。
1983年9月23日、マイケル・ドークスを10ラウンドKOで破り、WBA世界ヘビー級王座を獲得。
1984年12月1日、初防衛戦でグレグ・ペイジに8ラウンドKOで敗れ、王座から陥落した。
1997年6月8日、アイラン・バークレーに10回TKO負けを喫し、この試合を最後に引退した。
2023年1月12日、肺癌のため死去。67歳没。

## 戦績
- プロボクシング: 40戦33勝(21KO)6敗1分

## 獲得タイトル
- 南アフリカトランスバール白人ヘビー級王座
- 南アフリカヘビー級王座
- WBA世界ヘビー級王座（防衛0）